# Silver Banshee
Silver Banshee (Banshee Plateada en español) es el nombre de dos supervillanas ficticias que aparecen en los cómics estadounidenses publicados por DC Comics, principalmente como rival de Superman. La primera versión, Siobhan McDougal, debuta en Action Comics #595 en diciembre de 1987, mientras que la segunda versión, Siobhan Smythe, debuta durante Los Nuevos 52 en Supergirl vol. 6 #6 en abril de 2012.
Ambas versiones de Silver Banshee han aparecido en varios medios adaptados de DC Comics. En la televisión en acción real, Odessa Rae interpretó a Siobhan McDougal en Smallville mientras que Italia Ricci interpretó a Siobhan Smythe en Supergirl.

## Historial de publicaciones
Silver Banshee apareció por primera vez en Action Comics #595 y fue creada por John Byrne.

## Biografía del personaje ficticio

### Siobhan McDougal
Siobhan McDougal es la primogénita de Garrett McDougal, el patriarca de un antiguo clan gaélico que ocupaba una isla en medio de Escocia e Irlanda por mil generaciones. En aquella isla se encuentra Castle Broen, el lugar donde los primogénitos de los McDougal se someten a un ritual para probar ser dignos de dirigir el clan. Cuando Siobhan es joven, viaja por el mundo, solo para volver a Castle Broen tras escuchar sobre la muerte de su padre. Su tío, Seamus McDougal, le declara que ninguna mujer lideraría el clan y que pretendía que su hermano, Bevan McDougal, se convirtiera en el nuevo patriarca. Siobhan se adelanta con el ritual familiar por sí misma, lo cual involucra invocar fuerzas sobrenaturales para obtener poder. Sin embargo, es interrumpida por Bevan, lo que provoca una catástrofe, ya que Siobhan es arrastrada hacia el Inframundo. Una entidad llamada «Crone» la dota de poderes sónicos y de la habilidad de volver a la Tierra como Silver Banshee, pero le reclama un pago, que consiste en que le entregue un libro de ocultismo que le pertenecía a su padre. Ella se da cuenta de que la colección de libros de su padre fue enviada a Estados Unidos. Su búsqueda la lleva a Metrópolis, donde asesinando a cualquiera que se interponga en su camino, atrae la atención de Superman, quien es capaz de derrotarla cuando se da cuenta de que ella solo puede asesinar a una persona siempre y cuando se aleje de cualquiera que se parezca a una víctima anterior. Al fingir su muerte, Superman recluta al Detective Marciano para atacar a Banshee, fingiendo ser el fantasma de Superman. Incapaz de derrotar a Superman, Banshee elige retirarse y continuar con su misión en una fecha posterior.
Silver Banshee regresa a Metrópolis en dos ocasiones más, pero en ambas ocasiones es detenida por Superman. Es Batman quien finalmente encuentra el libro de ocultismo entre algunos bienes robados en Ciudad Gótica. Superman lleva el libro a Castle Broen en donde se enfrenta a Banshee. Crone aparece en el lugar y después de una enigmática advertencia a Superman, ella arrastra a Banshee, Bevan y Seamus hacia el Inframundo.
En Leesburg, Supergirl rescata a Silver Banshee de Satanus en el Inframundo cuando el caos trae el río de Estigia a la ciudad. Banshee se queda en un estado confuso, volviendo eventualmente a su personalidad psicótica y usando a la amiga de Supergirl, Mattie Harcourt, como huésped, mientras arrasa con las calles. Mattie y Banshee se dirigen a los alrededores de Schnaffenburg, donde Mattie trata de obtener venganza de Gerald McFee, quien asesinó a su hermano durante La noche final mientras estaba bajo el control del Gorila Grodd. Supergirl calma a Banshee, separando a Mattie de ella, lo que provoca que Banshee se desvanezca temporalmente.
Silver Banshee es una de los cuatro villanos finales -junto a Bizarro, Mongul y el Maestro Carcelero- enviada por Manchester Black en contra de Superman, Black usa sus poderes para hacer a Banshee y Bizarro lo suficientemente conscientes como para tácticamente ser más listos que Superman, además de darle a Banshee el nombre kryptoniano de Superman para que así ella pueda usar su magia contra él de manera más eficaz. A pesar de esto, Superman es capaz de derrotar a los cuatro, forzando a Mongul a gastar su energía al soltar a un superhumano nuclearmente cargado en una isla desierta que estaba en ese momento deshabitada.
Silver Banshee trata de recolectar la recompensa del billón de dólares que Lex Luthor le pone a la cabeza de Superman en Superman/Batman #3, pero falla, ya que Batman usa un generador ultrasónico para mantenerla neutralizada.
Silver Banshee se une más tarde a la Sociedad Secreta encabezada por Lex Luthor. Banshee es una de los miembros que se opone a Black Adam cuando Luthor lo necesitaba para su máquina. Banshee además forma parte de la Batalla de Metrópolis.
Silver Banshee se enfrenta a Supergirl en Supergirl #34, convirtiéndose en una némesis recurrente para Supergirl, al igual que para Superman, como parte de vincular los libros de Supergirl con los títulos de Superman.
En Superman #682, se usa a Supergirl como distracción, ya que algunos miembros de Kandor capturan a Silver Banshee colocándola en la Zona Fantasma. Más tarde, Superman libera a Banshee para ser llevada a la prisión de Belle Reve.
El Inspector William Henderson, junto a otros oficiales de policía, irrumpe en un apartamento, pero este explota. Luego, Henderson encuentra un cadáver cubierto de runas. Supergirl se encuentra con Henderson, quien está siguiendo un caso que su antiguo mentor nunca pudo cerrar y piensa que tiene que ver con los objetos que Silver Banshee necesita para realizar su maldición. Henderson descubre que su mentor tiene el objeto, pero este se impregna en su mano, permitiendo que Silver Banshee lo rastree. Silver Banshee aparece y pelea con Supergirl, pero Supergirl abre un paquete de Henderson y se queda poseída por un híbrido de Banshee. Banshee-Supergirl y Silver Banshee pelean entre sí mientras se recapitulan los eventos. Supergirl le menciona a Silver Banshee que se escondieron los artefactos en las personas para mantenerlos fuera de su alcance. Aparentemente todos los objetos estaban escondidos no como una maldición sino como una prueba para los postulantes a ser líderes del clan. Henderson golpea a Banshee-Supergirl, lo cual resulta eficaz gracias al artefacto en su mano. Supergirl trata de exorcizar a los espíritus que la poseen, pero falla. Henderson se da cuenta de que los espíritus están ligados a los artefactos y que pueden usarse contra ellos. Entonces él apuñala su mano liberando así a Supergirl de los espíritus. Finalmente, Silver Banshee usa su magia para remover los artefactos de la mano de Henderson y le deja saber que ella está en deuda con él.

### Siobhan Smythe
En el reinicio de la continuidad de los cómics de DC en el 2011: Los Nuevos 52, Siobhan Smythe aparece por primera vez en Supergirl vol. 6 #6 como una chica de Dublín que emigró a los Estados Unidos para empezar una nueva vida después de la muerte de su madre y para escapar de su padre (el también muerto Garrett Smythe / Black Banshee). Siobhan se hace amiga de Supergirl y se enfrenta a la Guardia Nacional, quienes intentaron dispararle a Supergirl, debido a que Siobhan pudo ver claramente que ella había salvado a la ciudad de las Asesinas de Mundos Kryptonianas, siendo Siobhan además la única que podía entender y hablar el idioma kryptoniano. Siobhan invita a Supergirl a vivir con ella y la lleva a un café donde ella canta hasta que su padre presuntamente muerto, Black Banshee, la ataca, forzándola a transformarse en Silver Banshee. Silver Banshee y Supergirl luchan contra Black Banshee hasta que Supergirl queda absorbida por el cuerpo del villano. Mientras que adentro, Supergirl revive espeluznantes versiones de sus propios recuerdos y se encuentra con Tom Smythe, el hermano de Siobhan. Tom le explica a Supergirl como la Banshee es una maldición que se transfiere de generación en generación en su familia y que Black Banshee tiene de planes que Siobhan se una a él para conquistar el mundo. Tom también explica que se sacrificó en lugar de Siobhan, esperando que se rompiera la maldición. Sin embargo, solo se las arregló para retrasarla. Peleando Tom y Supergirl juntos contra Black Banshee, ellos consiguen escapar y derrotarlo de una vez por todas. Más tarde, Supergirl abandona a Siobhan y Tom, sintiendo que el estar cerca de ellos solo los pondría en peligro.
Siobhan aparece más adelante en la historia de La Hija Roja de Krypton, cuando Supergirl es tomada por un Anillo de Linterna Roja tras haber batallado con Lobo. Siobhan se transforma en Silver Banshee otra vez, pero se le dificulta obtener control sobre su cuerpo. Debido a la vulnerabilidad a la magia que posee Supergirl, Siobhan se las arregla para defenderse de ella y usa sus habilidades sónicas para teletransportarse a sí misma y a una Supergirl enloquecida desde Nueva York a las Montañas Catskill para así evitar víctimas. Incapaz de derrotar a Supergirl, Siobhan logra convencerla de dejar la Tierra antes de que destruya el planeta.
Siobhan posteriormente se encuentra en prisión, pero se le concede la libertad condicional en el momento de Dawn of DC. Volviendo a encarrilar su vida, Siobhan se convierte en cantante y novia de Jimmy Olsen. Completamente en contra de sus deseos, los viejos enemigos de Lex Luthor obligan a Siobhan a transformarse en Silver Banshee para atacar a Superman como parte de su plan más amplio contra Lex. Sin embargo, Superman y Olsen ayudan a Siobhan a liberarse de esta situación.

## Poderes y habilidades
Ambas Silver Banshees poseen fuerza sobrehumana casi ilimitada, durabilidad, resistencia a heridas, así como la habilidad de volar. Su poder más mortífero es su grito de la muerte sónico, capaz de matar a cualquiera dentro del radio auditivo, mientras ella los vea y sepa su nombre de nacimiento. Su grito sónico tiene la capacidad de convertir a aquellos quienes lo escuchan en cuerpos disecados, logrando succionarles la vida. Esto ha llevado a que Silver Banshee sea descrita a veces como un súcubo, succionando la vida de sus víctimas mientras se hace más fuerte con cada alma que absorbe. En la continuidad de Los Nuevos 52, Silver Banshee también ha demostrado una afinidad por el "omnilingüismo"; siendo capaz de hablar fluidamente cualquier lenguaje con tan solo escucharlo una vez, incluso siendo capaz de comunicarse con los animales (como poder hablar con una bandada de palomas).

## Otras versiones
En la miniserie LJA: El clavo de 1998, Silver Banshee aparece como prisionera en los Laboratorios Cadmus del Profesor Emil Hamilton.
En la serie limitada del 2003-2004, LJA/Vengadores, Silver Banshee aparece como villana en Metrópolis bajo el control de Krona. Banshee ayuda a derrotar a Aquaman mientras está buscando la ciudad con Visión, pero es definitivamente vencida por la Mujer Maravilla.

## Otros medios

### Televisión

#### Acción real
- Odessa Rae interpreta a la versión de Siobhan McDougal de Silver Banshee en el episodio «Escapar» de la novena temporada de Smallville (2010). Esta versión es una fallecida heroína gaélica que fue maldita y puesta en el Inframundo tras ser traicionada y asesinada por su hermano, Bevan McDougal. Tal como sus apariciones en los cómics, Siobhan tiene que poseer a un huésped. Sus habilidades son su grito sónico y superfuerza, resistencia y durabilidad. Cuando utiliza sus poderes, sus iris brillan de color blanco. Elysia Rotaru, Allison Mack y Erica Durance también interpretan a Siobhan, en posesión de los cuerpos de Bridget Black, Chloe Sullivan y Lois Lane, respectivamente.[12]
- Italia Ricci interpreta a la versión de Siobhan Smythe de Silver Banshee en la primera temporada de Supergirl (2016) desde el episodio «Verdad, justicia y el estilo americano» hasta el episodio «Los mejores del mundo».[2][13] En la historia, Siobhan es contratada por Cat Grant como su nueva asistente, llevando a que Kara Danvers la deteste, ya que veía a Siobhan como una amenaza.[14] Siobhan empieza a salir con Winn Schott, pero se distrae continuamente por su rencor hacia Kara. En una ocasión cuando se encuentra ebria y enojada por Kara, Siobhan se cae de la azotea de un rascacielos y en aquel momento amortigua su caída con sus hasta entonces desconocidas habilidades hipersónicas manifestadas a través de gritos sónicos. Tras una investigación de parte del Departamento de Operaciones Extranormales (DEO por sus siglas en inglés), Siobhan busca respuestas con su tía Sinead, quien le explica que las mujeres de su familia están malditas por el espíritu de una banshee que solo puede ser reprimida si asesinan al desencadenante de su rabia. Aunque la DEO no está consciente de los orígenes sobrenaturales de los poderes de Siobhan, lo que al principio los lleva a sospechar que puede ser una alienígena, ella junto con Leslie Willis / Livewire son reconocidas como metahumanas tras la llegada de Barry Allen / Flash, el heróico velocista les revela la existencia de los metahumanos a Kara / Supergirl, a sus aliados y a la DEO. Apegándose a su identidad de supervillana como Silver Banshee, Siobhan hace equipo con Livewire con el propósito de asesinar a Supergirl, Kara y Cat. Sin embargo, el dúo es finalmente derrotado por Supergirl y Flash, con la ayuda de muchos civiles. Silver Banshee y Livewire son encarceladas luego en la Prisión de Ciudad Nacional, la cual incorpora celdas especializadas provistas por Flash para contener a metahumanos criminales.[15]

#### Animación
- La versión de Siobhan McDougal de Silver Banshee aparece en la tercera temporada de Liga de la Justicia Ilimitada (2005-2006), con la voz de Kim Mai Guest. Esta versión es capaz de volar y drenar la vida de sus oponentes haciéndolos envejecer en segundos. Banshee aparece como miembro de la Sociedad Secreta del Gorila Grodd en los episodios «Soy de la Legión», «Caos en el centro de la Tierra», «Hacia otra costa», «El gran robo de cerebros» y «¡Vivo!». Como miembro de la Sociedad Secreta, Banshee acompaña a John Corben / Metallo a Skartaris para recuperar un gran trozo de kryptonita que estaba en custodia de Travis Morgan / The Warlord y sus aliados. Banshee es capturada luego por John Stewart / Linterna Verde luego de que él usara el poder de su anillo para amordazarla, sin embargo, logra escapar poco después de ser capturada. Además, Banshee es vista peleando durante el motín contra Lex Luthor, pero no se presenta entre los congelados por Louise Lincoln / Killer Frost o aquellos sobrevivientes al ataque de Darkseid, siendo muy probable que fuese asesinada por Carol Ferris / Star Sapphire durante la rebelión, ya que se dice que se la había visto noquear a Banshee con un rayo de energía y luego golpearla en múltiples ocasiones. A Kim Mai Guest se la acredita como la voz de Banshee, aunque el personaje no tiene líneas identificables aparte de sus gritos sónicos.[16]
- Nina Skorzeny / la Reina del Grito aparece sin diálogos en la primera y la segunda temporada de Batman: The Brave and the Bold (2009-2010). En el episodio «Trials of the Demon!», se asocia con el Dr. Jonathan Crane / El Espantapájaros en un plan de Halloween para difundir el gas del miedo en toda la ciudad mediante el uso de calabazas. Cuando Bruce Wayne / Batman y Jay Garrick / Flash llegan para frustrar su plan, la Reina del Grito finalmente es derrotada luego de que una calabaza de gas de miedo es empujada a su cara y los efectos alucinógenos la hagan ver a Flash como un monstruo. En el episodio «Mayhem of the Music Meister!», aparece como parte de los varios héroes y villanos que son controlados por Music Meister. En el episodio «Sidekicks Assemble!», aparece como parte de una simulación junto a otros villanos con quienes enfrenta a Dick Grayson / Robin, Roy Harper / Speedy y Garth / Aqualad. Esta versión de la Reina del Grito está basada en Silver Banshee y su apariencia exterior encapuchada es similar a la de Raven.
- La versión de Siobhan McDougal de Silver Banshee aparece en el episodio «#FantasmaEscolar» de la primera temporada de DC Super Hero Girls (2020), con la voz de Cristina Milizia. Esta versión es un fantasma que acecha la Academia McDougal, una escuela privada a la que también asiste Tatsu Yamashiro / Katana. En un enfrentamiento con Katana, Banshee queda atrapada en su espada. Luego, Banshee menciona que en realidad está buscando una reliquia familiar que, siglos atrás en la Escocia medieval, le fue arrebatada injustamente por su hermano, Bevin McDougal, el ancestro del director Alrick McDougal; Bevin estando celoso por la elección de Siobhan como la nueva líder del clan familiar, robó la reliquia y la asesinó. Banshee se libera de la espada de Katana y confronta al director McDougal, quien tras conocer su trágica historia le entrega a Banshee la reliquia que simbolizaba el liderazgo de su clan familiar. Tras ello, Banshee deja el campus en paz. En el doblaje hispanoamericano, Banshee es expresada por Mariana Ortiz.[17]
- La versión de Siobhan McDougal de Silver Banshee aparece en la primera y la segunda temporada de Mis aventuras con Superman (2023-2024), con la voz de Catherine Taber. Esta versión es la hermana de Kyle Nimbus / Mist, la líder de la Intergang y una miembro de la Fuerza Especial X. En la historia, sus habilidades sónicas derivan del uso de un casco amplificador de sonido que Mist le entrego después de obtenerlo de Leslie Willis / Livewire. Banshee aparece durante los episodios «Mi entrevista con Superman», «Día Cero: Parte 1», «Día Cero: Parte 2» y «Mis aventuras con Supergirl». En el doblaje hispanoamericano, Banshee es expresada por Keren Iturriago, mientras que en el doblaje de España es expresada por Roser Vilches.[16][18]

### Cine
- Silver Banshee, junto a Parásito, Brainiac y Doomsday, fue considerada como una villana principal en la película de acción real, Superman Reborn (1995), sin embargo, la película fue cancelada antes de que se iniciara la producción.[19]
- La versión de Siobhan McDougal de Silver Banshee aparece sin diálogos en la película animada Superman/Batman: Enemigos Públicos (2009). En esta versión, Banshee también puede volar y es una de los muchos supervillanos que quieren la recompensa del billón de dólares que el presidente Lex Luthor puso por Clark Kent / Superman. Banshee es derrotada cuando Superman la lleva a la atmósfera superior, donde termina inconsciente luego de que sus poderes sónicos quedan neutralizados tras no poder respirar a falta de oxígeno.[16]
- La versión de Siobhan McDougal de Silver Banshee aparece en la película animada Batman Unlimited: Monster Mayhem (2015), con la voz de Kari Wuhrer. En la película, Banshee (junto al Dr. Jonathan Crane / El Espantapájaros, Cyrus Gold / Solomon Grundy y Basil Karlo / Clayface) se une a la pandilla de monstruos del Guasón. En el doblaje hispanoamericano, Banshee es expresada por Valentina Toro.[16][20]
- Según el arte conceptual, Silver Banshee originalmente estaba planeada para aparecer en la película animada The Lego Batman Movie (2017).[21]
- La versión de Siobhan Smythe de Silver Banshee aparece en la película animada Escuadrón Suicida: Deuda infernal (2018), con la voz de Julie Nathanson. En la película, Banshee es una de los secuaces de Eobard Thawne / el Profesor Zoom (junto con Roland Desmond / Blockbuster), Zoom afirma que Banshee está aliada con él para que él pueda ayudarla a volver atrás en el tiempo y así pueda vengarse de su antiguo clan por desterrarla. Banshee también tiene una historia de romance con la versión de Steel Maxum del Doctor Fate. Banshee y Blockbuster son finalmente asesinados por Crystal Frost / Killer Frost, quien congela sus cuerpos desde adentro para matarlos. En el doblaje hispanoamericano, Banshee es expresada por Alix Ramírez, mientras que en el doblaje de España es expresada por Belén Rodríguez.[16][22]

### Miscelánea
- La versión de Siobhan McDougal de Silver Banshee aparece sin diálogos en el episodio «Ha-Ha Horticulture» de la cuarta temporada de la serie web animada DC Super Hero Girls (2018) y en la novela gráfica de la serie, Hits and Myths (2016). En la historia, Banshee es una miembro formidable del Equipo de Debate de Super Hero High School y una épica vocalista con un interés por el rock ruidoso en Band Club!

### Videojuegos
- La versión de Siobhan McDougal de Silver Banshee aparece como un personaje invocado en Scribblenauts Unmasked: A DC Comics Adventure (2013).[23]
- La versión de Siobhan McDougal de Silver Banshee aparece como un personaje jugable en DC Legends (2016).
- Hay una pieza de equipo llamada «Botas de Siobhan» para Supergirl en Injustice 2 (2017).
  - Silver Banshee es un personaje jugable en la versión móvil del videojuego, con un set de movimientos basado en Canario Negro.
- La versión de Siobhan Smythe de Silver Banshee aparece como un personaje jugable en DC Unchained (2018).
- La versión de Siobhan McDougal de Silver Banshee aparece como un personaje jugable en Lego DC Super-Villains (2018), con la voz de Julie Nathanson, quien retoma su papel de la película Escuadrón Suicida: Deuda infernal.[16][24]